# Suzanne Dorée
Pour les articles homonymes, voir Dorée.
Suzanne Ingrid Dorée est une mathématicienne américaine, professeure de mathématiques au Augsburg College, où elle est également présidente du département de mathématiques, de statistiques et d'informatique. Elle est présidente du Congrès de la Mathematical Association of America et, à ce titre, siège à son conseil d'administration et au Section Visitors Program (Invited Speakers). Ses recherches doctorales concernaient la théorie des groupes  ; elle a également publié à propos de l'enseignement des mathématiques. 

## Éducation et carrière
Dorée a grandi près de New York et a fait ses études de premier cycle à l'université du Delaware. Elle a rejoint la faculté universitaire d'Augsbourg en 1989, et a fait ses études supérieures à l'université du Wisconsin à Madison. Elle a terminé son doctorat à Madison en 1996 avec une thèse, dirigée par Martin Isaacs (en), et intitulée Subgroups with the Character Restriction Property and Normal Complements. 

## Prix et distinctions
En 2004, Dorée a reçu un Distinguished Teaching Award de la Mathematical Association of America,. En 2019, Dorée a reçu le prix Deborah et Franklin Tepper Haimo de la Mathematical Association of America.  